# آندرئاس کاپس
آندرئاس کاپس (انگلیسی: Andreas Kappes؛ زادهٔ ۲۳ دسامبر ۱۹۶۵) دوچرخه‌سوار آلمانی بود.